# Burkhart Lauterbach
Burkhart Lauterbach (* 7. März 1951 in Stuttgart) ist ein deutscher Kulturwissenschaftler, Volkskundler, Museologe und  Hochschullehrer im Ruhestand.

## Leben
Burkhart Lauterbach studierte zwischen 1969 und 1977 an der Johann Wolfgang Goethe-Universität Frankfurt am Main und an der Eberhard Karls Universität Tübingen die Fächer Empirische Kulturwissenschaft, Germanistik, Anglistik, Amerikanistik und Kunstgeschichte. Im Jahr 1979 promovierte er an der Universität Tübingen zum Doktor der Philosophie und 1997 habilitierte er sich an der Ludwig-Maximilians-Universität München.
Zwischen 1997 und 2004 lehrte Lauterbach an den Universitäten Bayreuth und Würzburg. Im Jahr 2011 lehrte er als Gastprofessor an der Universität Paris-Nanterre.
Lauterbach ist seit 2004 außerplanmäßiger Professor an Universität München mit den Arbeitsschwerpunkten: Museologie, Tourismus-, Kulturtransfer-, Migrations-, Arbeits-, Großstadt- und Popularliteraturforschung.
Vom Wintersemester 2013/14 bis zu seiner Pensionierung im 20. August 2017 war er Lehrstuhlinhaber für Europäische Ethnologie/Volkskunde an der Julius-Maximilians-Universität Würzburg.
Neben seiner Lehrtätigkeit arbeitete Lauterbach seit 1977 im Museums- und Ausstellungswesen. Im Jahr 1981 wirkte er an der Preußen-Ausstellung im Martin-Gropius-Bau mit. Außerdem war er u. a. beim Münchner Stadtmuseum und bei den Staatlichen Museen zu Berlin beschäftigt. Seit 2011 gehört er dem Wissenschaftlichen Beirat der Zeitschrift für Tourismuswissenschaft an.

## Publikationen
- als Herausgeber: Die Alltagskultur der letzten 100 Jahre. Überlegungen zur Sammelkonzeption kulturgeschichtlicher und volkskundlicher Museen (= Tagungsband der Deutschen Gesellschaft für Volkskunde). Museum für Deutsche Volkskunde, Berlin 1980, DNB 800862570.
- Großstadtmenschen. Die Welt der Angestellten. (= Begleitband zur Ausstellung Die Angestellten, eine Ausstellung vom 19. Mai bis 20. August 1995 im Münchner Stadtmuseum). Büchergilde Gutenberg, Frankfurt am Main 1995, ISBN 3-7632-4437-9.
- mit Christoph Köck (Hrsg.): Volkskundliche Fallstudien. Profile empirischer Kulturforschung heute. (= Münchner Beiträge zur Volkskunde. Band 22). Waxmann, Münster u. a. 1998, ISBN 3-89325-626-1.
- Angestelltenkultur. Beamten-Vereine in deutschen Industrieunternehmen vor 1933 (= Münchner Beiträge zur Volkskunde. Band 23). Waxmann, Münster u. a. 1998, ISBN 3-89325-658-X. (Zugleich: Habilitationsschrift, Uni München 1997).
- »Beatles, Sportclubs, Landschaftsparks« – Britisch-deutscher Kulturtransfer. (= Kulturtransfer – Alltagskulturelle Beiträge. Band 1). Königshausen & Neumann, Würzburg 2004, ISBN 978-3-8260-2712-3.
- als Herausgeber: Das „Lied von der Arbeit“ oder ein Tag im Dienst der A.G. Bürokultur im kriegszerstörten Berlin. (= Das volkskundliche Taschenbuch. Band 39). Limmat Verlag, Zürich 2005, ISBN 978-3-85791-482-9.
- Tourismus. Eine Einführung aus Sicht der volkskundlichen Kulturwissenschaft. (= Kulturtransfer – Alltagskulturelle Beiträge. Band 3). Königshausen & Neumann, Würzburg 2006, ISBN 978-3-8260-3461-9.
- mit Stephanie Lottermoser: Fremdkörper Moschee? Zum Umgang mit islamischen Kulturimporten in westeuropäischen Großstädten. (= Kulturtransfer – Alltagskulturelle Beiträge. Band 5). Königshausen & Neumann, Würzburg 2009, ISBN 978-3-8260-3984-3.
- als Herausgeber: Auf den Spuren der Touristen. Perspektiven auf ein bedeutsames Handlungsfeld. (= Kulturtransfer – Alltagskulturelle Beiträge. Band 6). Königshausen & Neumann, Würzburg 2010, ISBN 978-3-8260-4318-5.
- Städtetourismus: Kulturwissenschaftliche Studien. Eine Einführung. (= Kulturtransfer – Alltagskulturelle Beiträge. Band 7). Königshausen & Neumann, Würzburg 2013, ISBN 978-3-8260-5195-1.
- als Herausgeber: Alltag – Kultur – Wissenschaft. Beiträge zur Europäischen Ethnologie. (Begründet und bis 2018 herausgegeben von Burkhart Lauterbach). Königshausen & Neumann, Würzburg seit 2014, ISBN 978-3-8260-5561-4 (2014), ISBN 978-3-8260-5794-6 (2015), ISBN 978-3-8260-6065-6 (2016), ISBN 978-3-8260-6342-8 (2017), ISBN 978-3-8260-6558-3 (2018).
- mit Irene Götz, Johannes Moser, Moritz Ege (Hrsg.): Europäische Ethnologie in München. Ein kulturwissenschaftlicher Reader. (= Münchner Beiträge zur Volkskunde.  Band 42). Waxmann, Münster u. a. 2015, ISBN 978-3-8309-3199-7.
- als Herausgeber: "Die Ferien sind vorbei". Überlegungen zur Kulturanalyse touristischer Reisefolgen. (= Kulturtransfer – Alltagskulturelle Beiträge. Band 11). Königshausen & Neumann, Würzburg 2021, ISBN 978-3-8260-7225-3.